# Palais législatif du Guatemala
Le palais législatif — aussi appelé palais de l'organe législatif (en espagnol : Palacio del Organismo Legislativo ou Palacio Legislativo) — est le siège du Congrès de la République, le parlement du Guatemala. Il est situé dans la capitale Guatemala sur l'ancien terrain qui abritait la Société économique des amis du pays (Sociedad Económica de Amigos del País) sous le gouvernement du général de division Jorge Ubico Castañeda.

## Histoire
La construit du palais législatif débute sous la présidence de Lázaro Chacón González sur un ancien site qui abritait Société économique des amis du pays détruit lors des séismes de 1917 et 1918 ayant gravement frappés le pays. La conception et la direction technique du bâtiment sont confiés aux architectes Manuel Moreno Barahona et Manuel Domínguez et le revêtement extérieur et intérieur sont effectués par les Ateliers Pullin. L'édifice est inauguré le 1er mars 1934 sous la président Jorge Ubico Castañeda.

## Architecture
Le bâtiment est divisé en deux : à droite, sur le devant, se trouve la grand hall qui mène à la salle des séances du Congrès de la République, à la salle de réception et au bureau du président du Congrès. La façade extérieure du palais d'une longueur de 50 mètres, est composée de dix-huit colonnes d'ordre ionique en béton armé. Les portes d'entrée de l'édifice sont composées d'un arc en plein cintre en acajou, avec des chevilles en cuivre et un meneau, surmonté d'un fronton triangulaire aux deux entrées. Les fenêtres, ornées de cuivre, extérieures et intérieures sont d'architecture classique. Les portes sont sculptées en acajou, avec des élements baroques, churrigueresques et mudéjares. 
Le Palais législatif est déclaré Patrimoine culturel par le décret ministériel 328-98 du ministre de la Culture et des Sports au même titre que l'ensemble du centre historique de la ville de Guatemala.

## Galerie

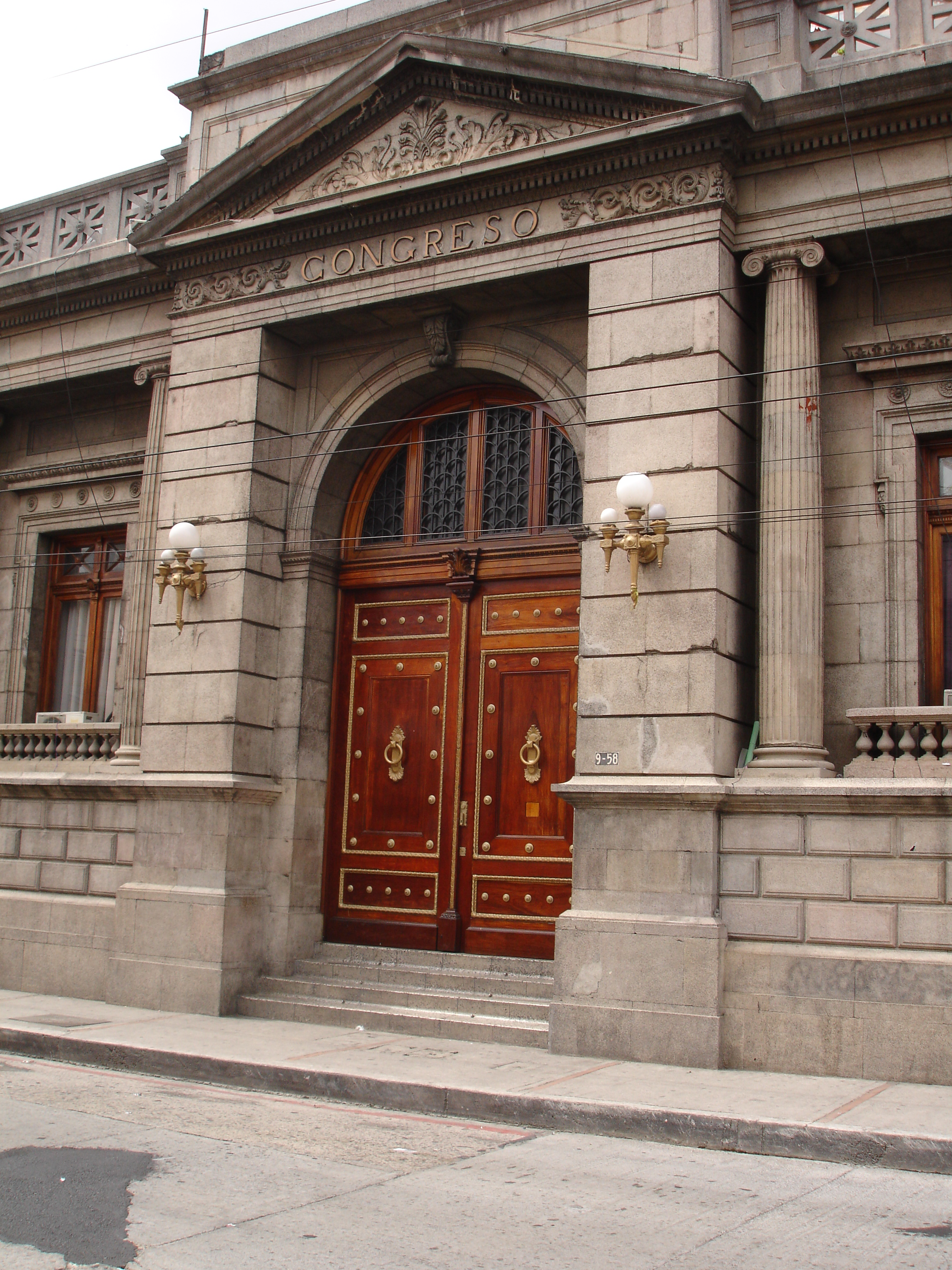
Entrée principale du palais législatif.
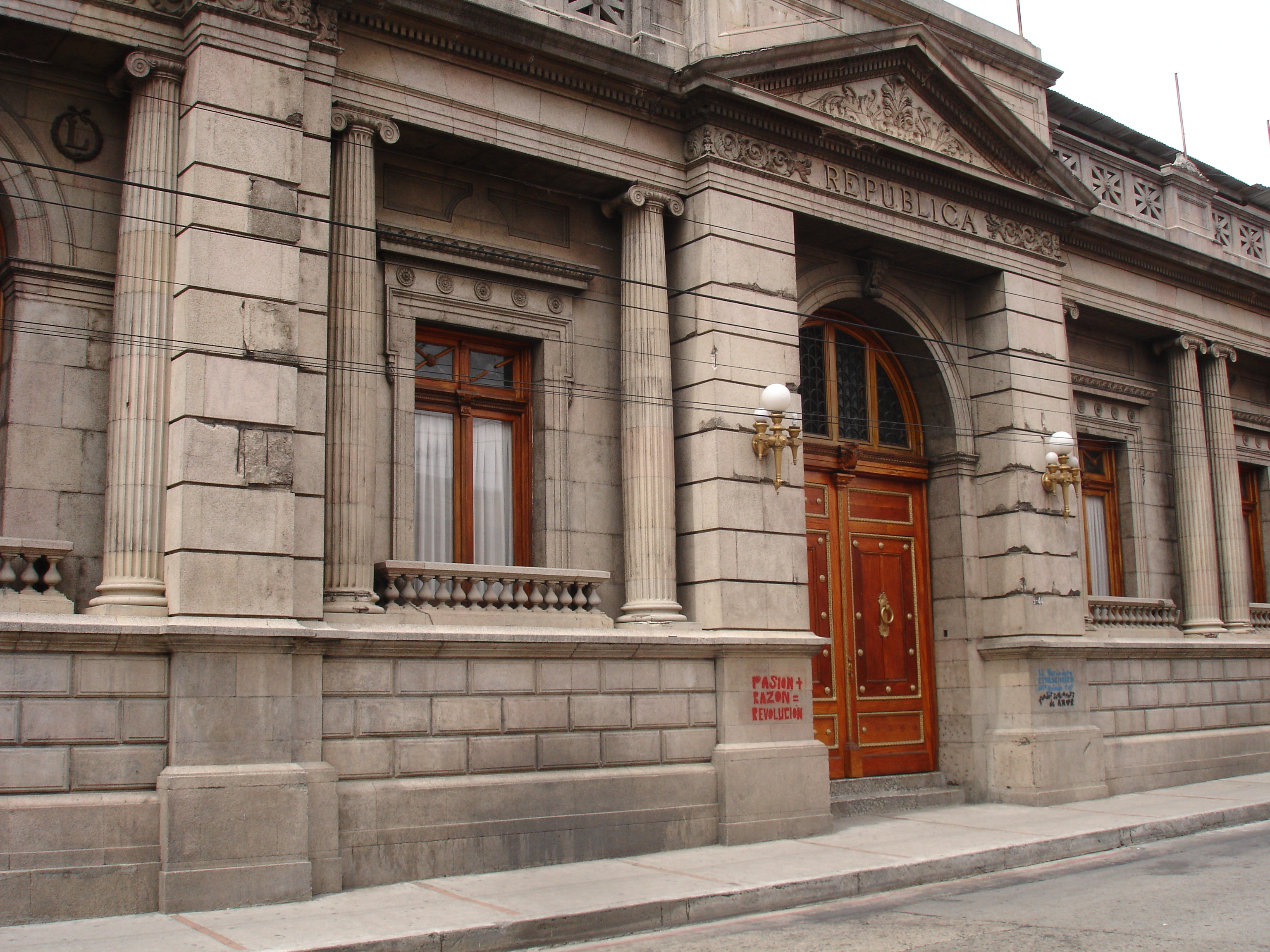
Deuxième entrée du Palais législatif.
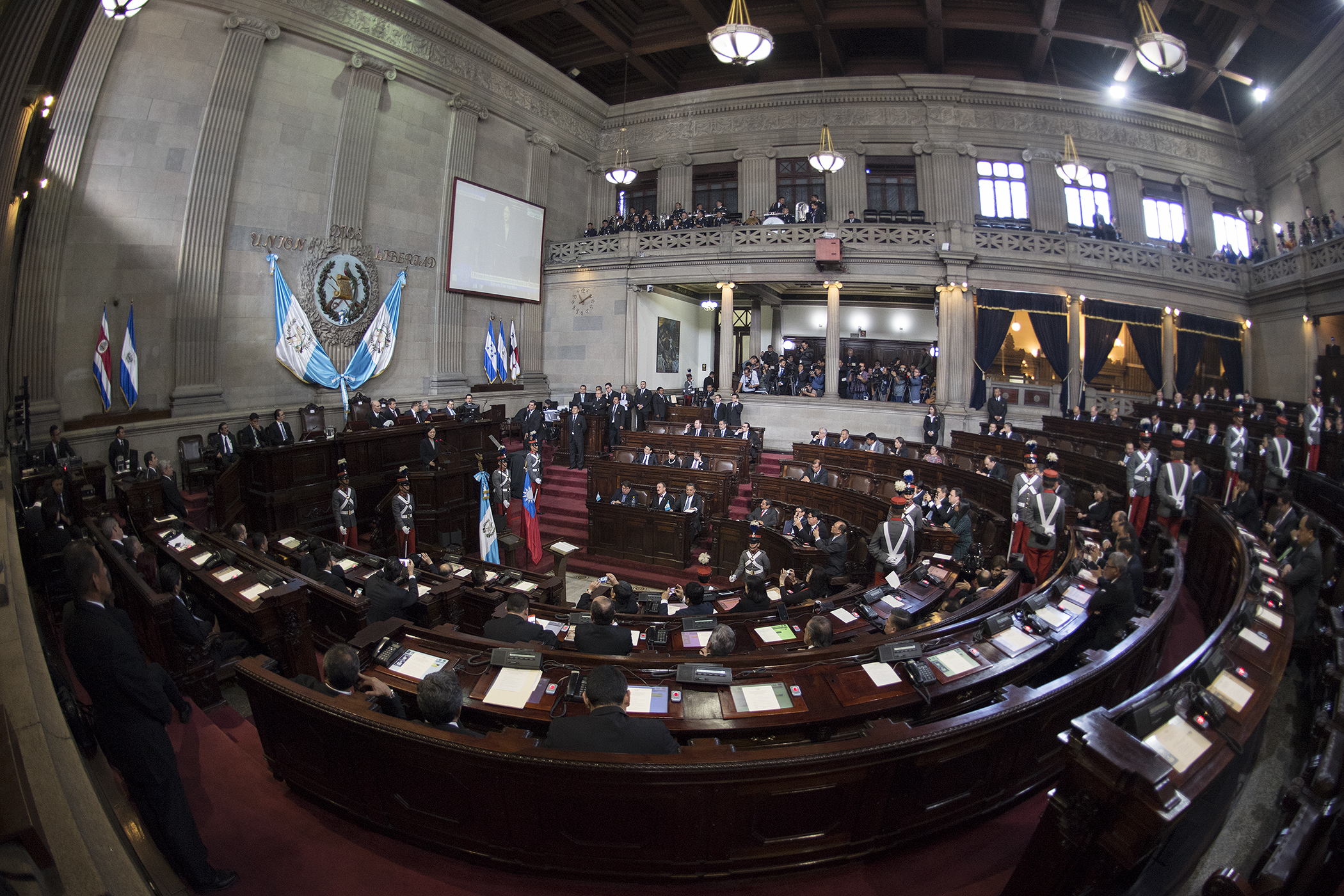
Salle des séances du Congrès de la République